# Monteneveite
La monteneveite (simbolo IMA: Mtv) è un minerale e un ossido molto raro del supergruppo del granato con la composizione idealizzata Ca3Sb5+2(Fe3+2Fe2+)O12.

## Etimologia e storia
I giacimenti metamorfici di solfuro sullo Schneeberg furono probabilmente estratti per il rame già in epoca preistorica, e dall'inizio del XIII secolo in poi l'estrazione dell'argento è storicamente documentata.
Nel XIX° secolo, una parte di questa vecchia area mineraria, forse dal cumulo di scorie di Bockleitner, arrivò in Svezia. Nel 1897, Hjalmar Sjögren acquistò un pezzo di "schneebergite", una oxycalcioroméite contenente ferro, dalla ditta del Dr. F. Krantz per 15 marchi d'oro. Nel 1901 la collezione di Sjögren fu donata al Museo svedese di storia naturale.
Quasi 120 anni dopo, durante un esame di minerali del gruppo della roméite provenienti da varie località, fu scoperto un nuovo ossido di Ca-Sb-Fe del gruppo del granato. Prende il nome dalla sua località tipo, il Monteneve (Schneeberg) in Alto Adige.

## Classificazione
Secondo la classificazione strutturale dell'Associazione Mineralogica Internazionale (IMA), la monteneveite appartiene al supergruppo dei granati, dove forma formalmente il gruppo dell'henritermierite con henritermierite e holtstamite con 8 cariche positive sulla posizione reticolare tetraedrico-coordinata. A differenza di questi due minerali tetragonali, la monteneveite è cubica e non contiene né gruppi OH né lacune nella posizione del tetraedro.
La 9ª edizione della sistematica mineraria di Strunz, in vigore dal 2001, non elenca la monteneveite. Come la yafsoanite, sarebbe collocata nella classe degli ossidi con rapporto metallo:ossigeno = 2:3, 3:5 e simili, sottodivisione C (con cationi di media e grande dimensione).

## Abito cristallino
La monteneveite cristallizza con simmetria cubica nel gruppo spaziale Ia3d (gruppo nº 230) con 8 unità di formula per cella unitaria. Il cristallo misto naturale della località tipo ha costante di reticolo a = 12,536 Å.
La struttura è quella del granato. Il calcio (Ca2+) occupa le posizioni {\displaystyle {\ce {X}}} dodecaedriche circondate da 8 ioni ossigeno, l'antimonio (Sb5+) occupa la posizione {\displaystyle {\ce {Y}}} ottaedrica circondata da 6 ioni ossigeno e la posizione {\displaystyle {\ce {Z}}} tetraedrica circondata da 4 ioni ossigeno è occupata dal ferro in due diversi stati di ossidazione (Fe3+ e Fe2+).

## Chimica
La monteneveite ha la composizione semplificata Ca3Sb5+2(Fe3+2Fe2+)O12 ed è il primo granato naturale con occupazione mista della posizione tetraedrica con cationi bivalenti e trivalenti. La composizione misurata dalla località tipo è:
{\displaystyle \mathrm {^{[X]}(Ca_{2,97}Mg_{0,03})\,^{[Y]}(Sb_{1,73}^{5+},Sn_{0,10}^{4+},Fe_{0,17}^{3+})\,^{[Z]}(Fe_{2,43}^{3+},Fe_{0,37}^{2+},Zn_{0,20}^{2+})} }
Questa composizione può essere descritta come un cristallo misto di 37 mol-% di monteneveite con 10-mol-% di dzhuluite:
{\displaystyle \mathrm {^{[Y]}Sb^{5+}+\,\,^{[J]}Fe^{2+}=\,\,^{[Y]}Sn^{4+}+\,\,^{[Z]}Fe^{3+}\,\,\,\,\,} } (dzhuluite),
20 mol-% dell'analogo dello zinco della monteneveite Ca3Sb5+2(Fe3+2Zn2+)O12 secondo la seguente relazione di scambio:
{\displaystyle {\ce {^{[Z]}Fe^{2+}=\, ^{[Z]}Zn^{2+}}}}
e 33 mol% dell'ipotetico elemento terminale Ca3(Sb5+1.5Fe3+0.5)Fe3+3O12:
{\displaystyle \mathrm {^{[Y]}Sb^{5+}+2^{[J]}Fe^{2+}=\,\,^{[Y]}Fe^{3+}+2^{[Z]}Fe^{3+}} }

## Origine e giacitura
La monteneveite è stata finora rilevata solo nella sua località tipo, il giacimento di Schneeberg in provincia di Bolzano in Italia, dove si trova in strati di solfuro metamorfici. Probabilmente si è formata metamorficamente a temperature intorno a 800 °C e 8-10 kbar di pressione insieme all'oxycalcioroméite durante la degradazione della tetraedrite-(Fe). Altri minerali compagni includono magnetite, sfalerite, calcopirite e probabilmente calcite. L'antofillite, la gudmundite e la genplesite non si trovano a diretto contatto con la monteneveite.

## Forma in cui si presenta in natura
La monteneveite forma cristalli neri e tondeggianti con una lucentezza di diamante di dimensioni non superiori a 0,4 mm.